# 한기한얼
한기한얼은 대한민국의 음악 그룹이다. 2022년 싱글 《버스정류장》으로 데뷔했다.

## 음반
- 버스정류장 (2022)